# 巴克霍恩 (內華達州)
巴克霍恩（英語：Buckhorn）是位於美國內華達州尤里卡縣的鬼鎮。

## 歷史
巴克霍恩的郵局於1910年設立，其後於1916年停運。

## 地理
巴克霍恩所處的海拔為高於海平面1967米（即6453英呎），而該地所採用的時區為UTC-8，即太平洋时区（PST）。同時該地設有夏令時間，為UTC-8調快一小時，即UTC-7（PDT）。